# Sint-Pauluskerk (Rotterdam)
De Sint-Pauluskerk is een kerkgebouw aan de Larikslaan 182 te Schiebroek, een deel van Rotterdam.

## Geschiedenis
Toen men in 1920 begon met de aanleg van Tuinstad Schiebroek, steeg het aantal inwoners sterk. In 1933 werd hier de Sint-Paulusparochie gesticht. Ten gevolge van de crisis was er geen geld voor een kerkgebouw en kwam men samen in een noodkerk.
Pastoor Lansbergen, benoemd in 1939, wist de financiën van de parochie op orde te krijgen en van 1941-1942 kon men een kerk bouwen. Deze werd ontworpen door C.J. van der Lubbe en gebouwd door Aannemersbedrijf F.H. Geers, en wordt gezien als een vroeg voorbeeld van de Delftse School. Het bakstenen gebouw heeft ook romaanse invloeden. Op de voorgevel is een dakruiter met klok aangebracht, gedekt door een zadeldak.
In 1983 werden glas-in-loodramen aangebracht, vervaardigd door Pieter Wiegersma. Eén daarvan stelt de bekering van Paulus voor.
Sinds 2008 worden er in de Sint-Pauluskerk geen katholieke missen meer gehouden. Het gebouw is nog wel in gebruik als kerk, bij de Eritrees-Orthodoxe Kerk.